# 보스턴 브레이브스 (AHL)
| 보스턴 브레이브스 |                                                                 |
| 콘퍼런스          |                                                                 |
| 디비전            | 이스트 디비전 (1971년~1973년) 노스 디비전 (1973년~1974년)       |
| 설립연도          | 1971년                                                          |
| 해체연도          | 1974년                                                          |
| 역사              | 보스턴 브레이브스 (1971년~1974년) 멍크턴 호크스 (1989년~1994년) |
| 경기장            | 보스턴 가든                                                     |
| 연고지            | 매사추세츠주 보스턴                                             |
| 상징색            | 적갈색, 하양, 검정                                              |
| 구단주            |                                                                 |
| 단장              |                                                                 |
| 감독              |                                                                 |
| NHL 제휴          |                                                                 |
| ECHL 제휴         |                                                                 |
| 정규시즌 우승     |                                                                 |
| 콘퍼런스 우승     |                                                                 |
| 디비전 우승       | 1 (1972)                                                        |
| 칼더 컵           |                                                                 |
| 영구 결번         |                                                                 |

보스턴 브레이브스(Boston Braves)는 미국 매사추세츠주 보스턴을 연고지로 하는 1971년부터 1974년까지 AHL 소속되었던 아이스 하키팀이다.
1989년 연고지를 뉴브런즈윅주 멍크턴 (멍크턴 호크스)로 이전했다.

## 역대 홈경기장
| 보스턴 브레이브스 |               |          |                     |      |
| 경기장            | 사용기간      | 수용인원 | 장소                | 비고 |
| 보스턴 가든       | 1971년~1974년 | 14,448명 | 매사추세츠주 보스턴 | 빈칸 |